# Lago di Pescegallo
Il lago di Pescegallo è un lago alpino artificiale posto a 1.862 m di quota in val Gerola, all'interno del Parco delle Orobie Valtellinesi, in provincia di Sondrio.